# Aalborg HK
Aalborg HK er en håndboldklub fra Aalborg. Det er Jyllands største amatørklub og blev i 1972 stiftet som en sammenslutning af Aalborg Håndboldklub og AIK Vejgaard. AIK Vejgaard er senere brudt ud af samarbejdet og fungerer i dag som en selvstændig klub. Klubbens to førstehold spiller i sæsonen 2023/2024 i 1. division (damer) og 2. division (herrer). Derudover har klubben yderligere 7 seniorhold og 12 ungdomshold.  
Tidligere har klubbens førstehold været i 1. division, senest i 2009/2010 for herrerne og 2016/2017 for damernes vedkommende, og nu altså igen i indeværende sæson.
Flere fremtrædende personer har trådt deres håndboldsko i hallen på Østre Allé 87, blandt andet tidligere ass. træner for kvindelandsholdet i håndbold, Kim Jensen, Lynge Jakobsen og Ulla Kolding. Sidstnævnte spiller stadig i klubben, på sin 31. sæson.
Klubben har udover håndbold flere forskellige arrangementer som varetages af frivillige i klubben; Vin-festival, Øl-festival og Aalborg I Farver. Disse arrangementer er blandt andet med til at finansiere klubbens mange hold, men er også en del af det sociale sammenhold, som er det værdigrundlag klubben er bygget op på.
Klubbens seneste landsholdspiller er Ninna Katrin Johansen der repræsentere det færøerske dame A-landshold.